# Goianápolis (ort)
Goianápolis är en ort i Brasilien.   Den ligger i kommunen Goianápolis och delstaten Goiás, i den centrala delen av landet, 140 km sydväst om huvudstaden Brasília. Goianápolis ligger 975 meter över havet och antalet invånare är 10 114.
Terrängen runt Goianápolis är huvudsakligen platt, men norrut är den kuperad. Terrängen runt Goianápolis sluttar västerut. Runt Goianápolis är det glesbefolkat, med 15 invånare per kvadratkilometer.. Det finns inga andra samhällen i närheten.
Omgivningarna runt Goianápolis är huvudsakligen savann.